# Марио Приморац
Марио Приморац (рођен 3. октобра 1961. у Завидовићима) је бивши југословенски и босанскохерцеговачки кошаркаш.

## Каријера
Каријеру је почео у екипи Чапљине, одакле долази у Босну где проводи десет година и стиче пуну афирмацију. Касније је играо и за Албу, Марибор, Ријеку, Оберварт, Загорје а каријеру је завршио са 40. година.
Са репрезентацијом Југославије је освојио златну медаљу на Европском првенству 1989. Након распада СФРЈ наступао је за репрезентацију Босне и Херцеговине. Са њима је играо на Европском првенству 1993.

## Успеси

### Клупски
- Босна :
  - Првенство Југославије (1) : 1982/83.
  - Куп Југославије (1) : 1984.

### Репрезентативни
- Европско првенство:  1989.